# Chouain
Chouain – miejscowość i gmina we Francji, w regionie Normandia, w departamencie Calvados.
Według danych na rok 1990 gminę zamieszkiwało 205 osób, a gęstość zaludnienia wynosiła 65 osób/km² (wśród 1815 gmin Dolnej Normandii Chouain plasuje się na 681. miejscu pod względem liczby ludności, natomiast pod względem powierzchni na miejscu 1029.).